# Xian KJ-2000
Il KJ-2000, nome in codice NATO Mainring, è un aereo AWACS sviluppato a partire dall'Ilyushin Il-76 dall'ufficio di progettazione Xi'an Aircraft Industrial Corporation e costituisce l'equivalente cinese del russo Beriev A-50 Mainstay e dell'americano Boeing E-3 Sentry. È ben riconoscibile a causa del rotodome (radome rotante che, a differenza dell'A-50 russo, è fisso) che contiene l'antenna del radar AESA sviluppato dal NRIET di Nanchino partendo dal sistema israeliano IAI EL/M-2075 Phalcon. È entrato in servizio nel 2008 e ne risultano prodotti 5 esemplari.

## Sviluppo

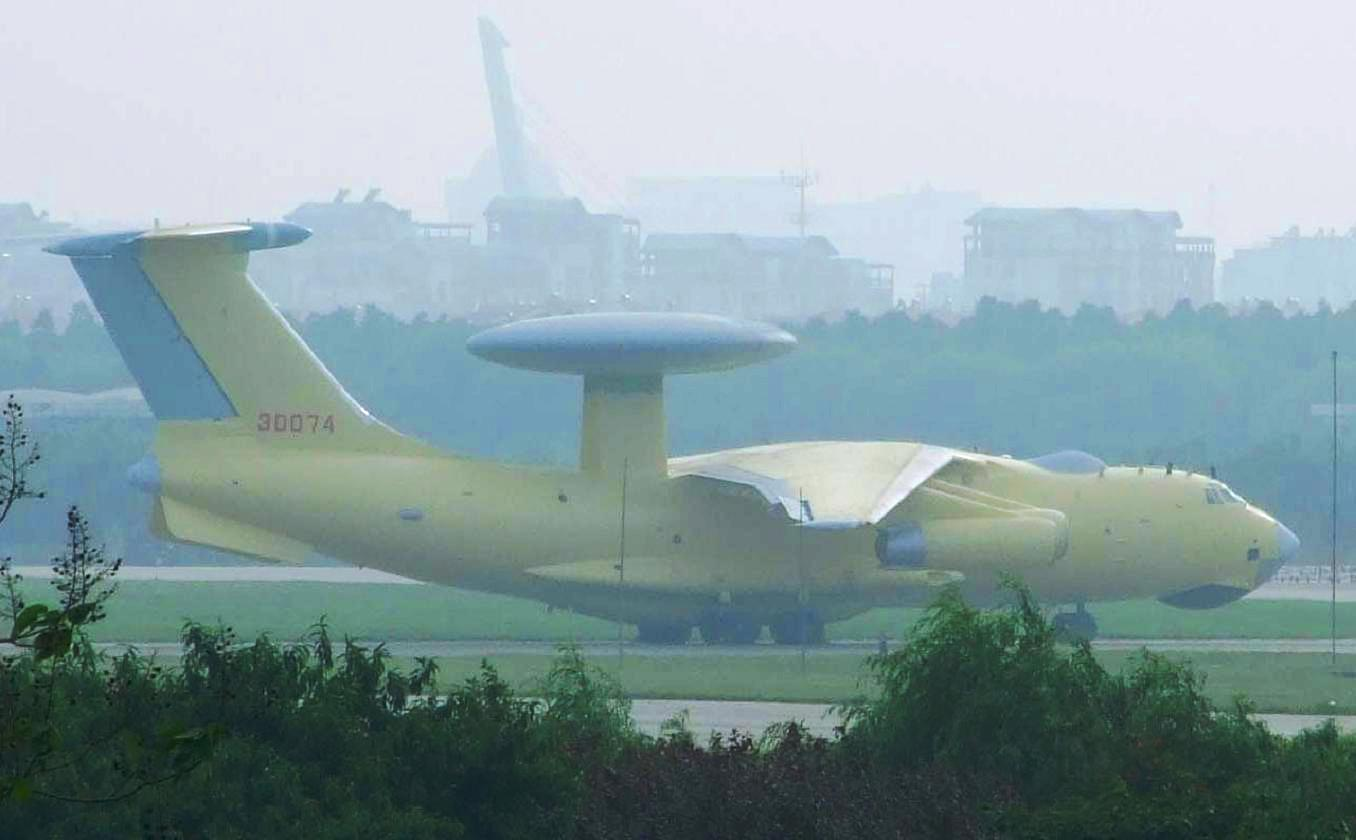
Un KJ-2000 nel 2008.

Il programma di sviluppo del KJ-2000 iniziò dopo la cancellazione dell'accordo con Israele e la Russia per la fornitura del Beriev A-50I, nel luglio 2000, a causa della forte pressione degli Stati Uniti per quanto riguardava il radar israeliano che doveva essere montato. Visti gli sviluppi della vicenda, la Cina continuò a sviluppare da sola un proprio AWACS ed il primo aereo effettuò il primo volo nel 2003.
Fino a quel momento erano stati identificati quattro KJ-2000, con la produzione di nuovi esemplari probabilmente soggetta a ritardi, a causa della difficoltà di acquisire nuove cellule di Il-76. In quel periodo, il Rosoboronexport russo impose un significativo aumento di prezzo su tutti i futuri Il-76 da consegnare a Cina e India, nonostante i contratti precedenti. Entrambi i paesi intavolarono negoziati con la Russia su questo aspetto a partire dal primi mesi del 2008. Nel marzo del 2011, i negoziati Russia-Cina portarono ad un nuovo accordo che prevedeva di spostare la produzione degli Il-76 in Cina; in questo modo si poté prevedere una produzione senza intoppi per la fornitura di nuove cellule di Il-76, mentre la consegna dei motori Soloviev D-30KP-2 non fu influenzata da nessuno dei problemi avuti con le cellule.
A causa dell'inaffidabilità dei fornitori esterni, la Cina ha sviluppato un backup noto come Shaanxi KJ-200, installando un sistema semplificato a bordo dello Shaanxi Y-8. Questo aereo ha una configurazione simile a quella del KJ-2000 ed è caratterizzato da una configurazione a tripla pinna di coda (una più grande e due piccole).

## Dotazioni
Gli attuali KJ-2000 in servizio nella PLAAF sono dotati di un radar AESA, conosciuto anche come "active phased array radar". Il radar è stato progettato dall'Istituto di Ricerca di Tecnologia Elettronica (più comunemente noto come 14º Istituto) di Nanchino, che ha utilizzato l'esperienza acquisita col precedente progetto Tipo H/ LJG-346 SAPARS che fu completato nel 1998. Lo stesso H/LJG-346 SAPARS era anche il predecessore del sistema active phased array radar di cui era in programma l'installazione sui cacciatorpediniere classe Luyang II della marina militare cinese. Il capo e vice progettista del KJ-2000 sono Wang Xiaomo (王小谟) e Cao Chen (曹晨), che progettarono anche il KJ-200. Il capo progettista del sistema radar del KJ-2000 era Wu Manqing (吴曼青), che era anche il capo progettista del radar del KJ-200. Il capo progettista del radome radar del KJ-2000 era Bai Shucheng (白树成), che era stato anche il capo progettista dell'antenna conforme sul modulo di rientro della navicella spaziale cinese Shenzhou. Il radome radar del KJ-2000 ha richiesto 6 anni di sviluppo, dal 1995 al 2001. Wang Xiaomo e Wu Manqing sono professori dell'Accademia Cinese di Ingegneria. Wu Manqing, direttore del 38º istituto di ricerca, portò il suo gruppo a sviluppare un processore cinese chiamato Spirit Chip # 1, sei volte più potente dei prodotti occidentali disponibili allora sul mercato; fu la disponibilità di questo processore a rendere possibile lo sviluppo dei sistemi AEWAC cinesi utilizzati sul KJ-2000.
L'AWACS cinese ha un unico radar phased array installato in un radome circolare. A differenza dei velivoli AWACS statunitensi, che fanno ruotare i rotodome per avere una copertura a 360 gradi, il radar dell'AWACS cinese non ruota. Sono invece i tre moduli dell'antenna PAR installati in una configurazione triangolare all'interno del radome circolare a fornire la copertura radar di 360 gradi. Il radar multifunzione tridimensionale ad impulsi Doppler è stato sviluppato dal NII (Nanjing Electronic Technology Research Institute) ed è stato progettato per rilevare e monitorare sia bersagli aerei che di superficie. Esso opera con una frequenza di 1200-1400 MHz. Il sistema di antenne nel disco consiste in tre antenne Phase Array, collocate in un radome del diametro di 14 metri (simile al russo A-50 dotato di un diametro di 9 metri ed al sistema Falcon indiano con diametro di 11 metri). Ogni singola antenna ha una capacità di rilevamento visivo di 120°. La distanza massima per la rilevazione dei bersagli aerei è di 470 km.

## Utilizzatori
Cina
- Zhongguo Renmin Jiefangjun Kongjun

5 esemplari consegnati, 5 in servizio al maggio 2018.